# Agapanthia coeruleipennis
Agapanthia coeruleipennis là một loài bọ cánh cứng trong họ Cerambycidae.